# Sigfrid Ullman
Sigfrid Benjamin Ullman, född 3 februari 1886 i Varberg, död 28 februari 1960 i Göteborg, var en svensk målare och tecknare.

## Biografi
Sigfrid Ullman var son till prästen Magnus Ullman och Clara Mathilda Trahn samt bror till författaren Gustaf Ullman och halvbror till Lechard Elis Ullman; han var vidare brorson till biskop Uddo Lechard Ullman och farbror till Erland Ullman. Ullman var 1911–1929 gift med Jane Gumpert, som han lärde känna under tiden på Konstnärsförbundets skola. Efter skilsmässa 1929 gifte han samma år om sig med skulptören Vigga Nanna Johansen, som var dotter till Skagenmålaren Viggo Johansen. 
Ullman gick på Althins målarskola 1901–1902, Tekniska skolan 1902–1904, Warner Silfversparres grafiska anstalt 1904–1905 och Konstnärsförbundets tredje skola 1905–1908. I den senare skolan blev han bekant med flera av de första svenska modernisterna. Under sina nio Stockholmsår vistades han sommartid i Varberg där han lärde känna Birger Simonsson och en livslång vänskap inleddes. Sommaren 1909 tillbringade han i Simlångsdalen tillsammans med Simonsson, Knut Janson och Isaac Grünewald där de avbildade den halländska naturen. På hösten 1909 reste han till Paris och började på Académie Matisse, där flera av hans kamrater från Konstnärsförbundet redan hade börjat.
Efter fullgjord värnplikt kom han till Stockholm hösten 1910 och reste på sommaren 1911 till Fjällbacka för att måla västkustmiljö.
Ullman blev medlem i gruppen De unga 1908 och medverkade i samtliga utställningar gruppen genomförde. Speciellt ett kärvt halländskt kustlandskap tilltalade kritikerkåren på den första utställningen 1909 som visades på Hallins konsthandel i Stockholm, men kritiken blev mestadels positiv även på de båda följande utställningarna 1910 och 1911. Han reste därefter till Köpenhamn där han studerade på Rohdes konstskola (före detta Zahrtmanns) i Köpenhamn 1911–1912. Efter en kort Göteborgsvistelse 1912–1913 reste han tillsammans med Simonsson och Gösta Sandels till St. Chamas i Provence där de vistades några månader för studier och måleri.
Han bodde omväxlande i Göteborg och Varberg 1913–1915 innan han var fast bosatt i Lerum 1915–1919. Under sin första tid i Göteborgstrakten fick han tillsammans med Simonsson och Sandels ett stort stöd av bland andra Charlotte Mannheimer, Conrad Pineus, Henrik Sørensen och Birger Bæckström. De tre kamraterna hade också några gemensamma utställningar bland annat på Valand 1913 och 1914; den senare utställningen flyttades senare över till Stockholm men då utökad med arbeten av Mannheimer och August Brunius. Efter upplösningen av De unga bildade de tre konstnärskamraterna Simonsson, Sandels och Ullman Göteborgsgruppen och inredde sina ateljéer i den höga kontorsbyggnaden Hertzia vid Lilla Bommen där de var verksamma 1912–1914 fram till ateljén splittrades och Ullman flyttade till Lerum medan Sandels och Simonsson flyttade till Kungälv. Trots dessa flyttar kvarstod sammanhållningen mellan dem.
Ullman vistades utomlands 1919–1929 och blev under denna tid med i den grupp av tidigare Matisse-elever som gick under namnet Falangen, och som första gången framträdde i Stockholm 1922. Han bodde de första fem åren i Paris innan han flyttade vidare till Rom 1924–1928 för att slutligen vistas i Köpenhamn 1928–1929.
Vid återkomsten till Sverige 1929 anställdes han som efterträdare till Tor Bjurström som lärare vid Göteborgs musei rit- och målarskola. Som lärare ansågs han vara mycket sträng och han bemödade sig särskilt om att lära eleverna teckna. Han kvarstannade på lärarposten fram till 1938 och bodde sedan kvar större delen av sitt liv i Göteborg.
Separat ställde han bland annat ut på konstgalleriet God konst i Göteborg 1946, i Oslo 1934 och på Svensk-franska konstgalleriet i Stockholm 1942. Tillsammans med Nanna Johansen-Ullman ställde han ut i Göteborg 1932 och tillsammans med Tore Ahnoff på Konstgalleriet 1950. Han medverkade i en samlingsutställning med Göteborgskonst i Köpenhamn 1815, Konstnärsförbundets utställning i Stockholm 1916, Moderne svensk Kunst i Köpenhamn 1916, konstgruppen Unionalens utställningar i Stockholm 1927 och i Köpenhamn 1931 samt Göteborgskonst på Liljevalchs konsthall 1947.
På Göteborgs konsthall visades en minnesutställning 1961 och minnesutställningar har även visats i Varberg och Borås. Han var en av initiativtagarna till bildandet av Göteborgs konstnärsklubb 1933 och var klubbens första ordförande fram till 1939. Hans bevarade arkiv och anteckningar förvaras vid Göteborgs universitetsbibliotek de fem volymerna består av manuskript, dikter, tidningsklipp fotografier och korrespondens.
Ullman mottog Göteborgs stads förtjänsttecken den 4 juni 1948 med följande motivering: "Sigfrid Ullman är en av de två bröder, som var på sitt sätt skickligt och inspirerat skildrat västkustens natur och andliga atmosfär. Vårt känsloliv och vår naturuppfattning skulle vara mycket fattigare utan dem. Sigfrid Ullman blev tidigt göteborgare. Som utövande konstnär och lärare vid Valands målarskola har han satt djupa spår efter sig i vår stads konstliv. Ett växande intresse för målarkonsten är lönen för mödan och gärningen. Göteborg och göteborgarna tackar Er, Sigfrid Ullman."
Ullman är representerad vid bland annat Göteborgs konstmuseum, Borås konstmuseum, Moderna museet, Statens porträttsamling på Gripsholms slott och Nasjonalgalleriet i Oslo.

## Sigfrid Ullmans Valandselever
De som nämns nedan är dels konstnärer som har egna Wikipedia-biografier, dels dem som Tore Ahnoff skriver om i sin artikel om Ullman som lärare vid Valand.

- Tore Ahnoff
- Torsten Billman
- Birgitta Flink
- Rudolf Flink
- Sten Larson
- Alf Lindberg
- Per Lindekrantz
- Wilgot Olsson
- Olle Petterson
- Magda Ringius
- Hugo Simson
- Sten Teodorsson

● Arne Larzon